# Rachette Point
Rachette Point est un cap de Sainte-Lucie situé à l’ouest du port de Soufrière et s'avançant dans la mer des Caraïbes.